# Lilla Hålevatten (Älvsåkers socken, Halland, vid Havredal)
Lilla Hålevatten är en sjö i Kungsbacka kommun i Halland och ingår i Rolfsåns huvudavrinningsområde.